# 呋喃霉素
呋喃霉素是一种带有呋喃结构的非蛋白α-氨基酸，分子式C7H11NO3，是异亮氨酸的拮抗剂。